# Filip von Ferrary

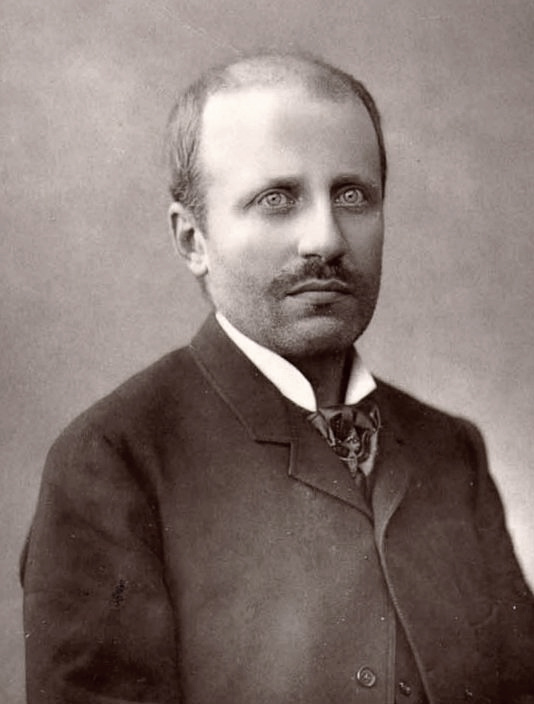
Filip von Ferrary

Philip Ferrari de La Renotière, Herzog von Gallièra in Genua (ur. 11 stycznia 1850 w Paryżu, zm. 20 maja 1917 w Lozannaie) – kolekcjoner, który stworzył najbardziej wartościową kolekcję znaczków pocztowych.

## Życiorys
Urodził się w Hôtel Matignon przy Rue de Varenne w Paryżu, gdzie mieszkał do roku 1917. Jego ojcem był Rafael de Ferrari (1803–1876), bogaty przedsiębiorca, któremu tytuł księcia Gallièra nadał papież Grzegorz XVI, a księcia Lucedio – król Włoch Wiktor Emanuel II. Rafael razem z braćmi Péreire założyli Crédit Immobilier de France, który finansował wiele przedsięwzięć budowlanych drugiej połowy XIX wieku, m.in.: budowę kolei w Austrii, Ameryce Łacińskiej, Portugalii, górnych Włoszech i Francji (np. linię Paryż – Lyon – Marsylia), budowę tunelu kolejowego Fréjus i Kanału Sueskiego oraz prace Barona Haussmanna w Paryżu. Rafael zmarł w 1871.
Matką Filipa była Maria de Brignole-Sale (1811–1888), cioteczna wnuczka księżnej Monako i córka markiza Antoniego de Brignole-Sale, ambasadora Królestwa Sardynii w Paryżu w czasie restauracji i monarchii lipcowej. Po śmierci ojca Filipa, Maria oddała parter Hôtelu Matignon na mieszkanie dla wnuka króla Ludwika Filipa I i następcy tronu Francji – Filipa Orleańskiego, hrabiego Paryża. Maria szybko znudziła się towarzystwem monarchistów i opuściła stolicę, a dom zostawiła cesarzowi austriackiemu, który urządził w nim ambasadę.
Ferrary został adoptowany przez austriackiego hrabiego Renotière von Kriegsfeld i otrzymał austriackie obywatelstwo. Po śmierci ojca zrzekł się wszystkich jego tytułów, w tym tytułu księcia Galliera (po śmierci swojej matki), który przypadł Antoniemu Orleańskiemu, synowi Ludwika Filipa I i księciu Montpensier.
Filip rozpoczął kolekcjonowanie znaczków w dzieciństwie, a następnie swojej pasji poświęcił się w pełni. Najcenniejsze znaczki z jego kolekcji to unikatowy szwedzki Treskilling Yellow czy British Guiana 1c magenta.